# Aphis vernoniae
Aphis vernoniae är en insektsart som beskrevs av Thomas 1878. Aphis vernoniae ingår i släktet Aphis och familjen långrörsbladlöss. Inga underarter finns listade i Catalogue of Life.